# Điều 9 Hiến pháp Nhật Bản
Điều 9 Hiến pháp Nhật Bản (日本国憲法第9条 (Nhật Bản Quốc Hiến pháp Đệ cửu điều) Nihon-koku kenpō dai-kyū-jō) là một điều khoản trong Hiến pháp Nhật Bản không cho phép sử dụng chiến tranh để làm phương tiện giải quyết các xung đột quốc tế có liên quan đến Nhật Bản. Hiến pháp có hiệu lực vào ngày 3 tháng 5 năm 1947, sau Chiến tranh Thế giới lần thứ hai. Nội dung của Điều 9 là lời tuyên bố từ bỏ quyền tham chiến của một quốc gia có chủ quyền với mục tiêu là một nền hòa bình cho thế giới dựa trên công lý và trật tự. Điều khoản này cũng đề cập rằng, để hoàn thành mục tiêu đó, Nhật Bản sẽ không duy trì quân đội có khả năng gây chiến. Tuy vậy, Nhật Bản vẫn duy trì một lực lượng quân đội trên thực tế, được gọi là Lực lượng Phòng vệ Nhật Bản.
Vào tháng 7 năm 2014, thay vì sử dụng Điều 96 Hiến pháp Nhật Bản để sửa đổi Hiến pháp, chính phủ Nhật đã chuẩn thuận một cách diễn dịch mới để trao thêm quyền hạn cho Lực lượng Phòng vệ Nhật Bản, cho phép lực lượng này có thể bảo vệ các đồng minh trong trường hợp họ bị tuyên chiến, bất chấp sự lo ngại và phản đối của Trung Quốc, Hàn Quốc và Triều Tiên, trong khi Hoa Kỳ ủng hộ quyết định này. Một số đảng phái chính trị và người dân Nhật Bản xem quyết định này là không hợp pháp, do Thủ tướng đã can thiệp vào quá trình sửa đổi Hiến pháp. Tháng 9 năm 2015, Quốc hội Nhật Bản chính thức công nhận sự diễn dịch mới này với việc thông qua hàng loạt luật cho phép Lực lượng Phòng vệ Nhật Bản viện trợ trang thiết bị cho các đồng minh trong các chiến trường quốc tế. Lời giải thích cho sự thay đổi này là việc không bảo vệ và ủng hộ đồng minh sẽ dẫn đến suy yếu sự liên minh và làm nguy hại đến nước Nhật.

## Nội dung điều khoản
Nội dung đầy đủ của điều khoản bằng tiếng Nhật:
第九条 　日本国民は、正義と秩序を基調とする国際平和を誠実に希求し、国権の発動たる戦争と、武力による威嚇又は武力の行使は、国際紛争を解決する手段としては、永久にこれを放棄する。
２ 　前項の目的を達するため、陸海空軍その他の戦力は、これを保持しない。国の交戦権は、これを認めない。

Bản dịch:
ĐIỀU 9. (1) Nhân dân Nhật Bản thành thật mong muốn một nền hoà bình quốc tế dựa trên chính nghĩa và trật tự, cam kết vĩnh viễn không phát động chiến tranh như là một phương tiện giải quyết xung đột quốc tế bao gồm chiến tranh xâm phạm chủ quyền dân tộc và các hành vi vũ lực hoặc các hành vi đe dọa bằng vũ lực.
(2) Để thực hiện các mục tiêu của Khoản trước, lục quân, hải quân và không quân cũng như các tiềm lực chiến tranh khác sẽ không bao giờ được duy trì. Quyền tham chiến của đất nước sẽ không được công nhận.

## Bối cảnh lịch sử
Sự thất bại của nguyên tắc an ninh tập thể của Hội Quốc liên khiến các nước nhận ra rằng một hệ thống an ninh toàn cầu chỉ có hiệu quả khi các nước chấp nhận hạn chế một phần quyền tự chủ của mình là quyền gây chiến, và chỉ khi Hội đồng Bảo an, là một "nhóm thân cận" trong thời kỳ Hội Quốc liên, phải được mở rộng cho những thành viên sẵn sàng từ bỏ một phần sức mạnh lập hiến để đổi lấy an ninh tập thể. Tương tự như Điều 24 trong Hiến pháp Đức sau Thế Chiến, trong đó ủy nhiệm hoặc giới hạn một phần quyền tự chủ của mình để đổi lấy an ninh tập thể, Điều 9 đã được đưa vào Hiến pháp Nhật Bản trong thời kỳ Nhật Bản bị chiếm đóng sau Chiến tranh Thế giới lần thứ hai.
Nguồn gốc của điều khoản hòa bình này vẫn đang còn được tranh cãi. Theo Tư lệnh Tối cao Lực lượng Đồng minh Douglas MacArthur, điều khoản này do Thủ tướng Kijūrō Shidehara đề xuất. Ông "muốn điều khoản phải cấm tất cả lực lượng quân sự nào của Nhật Bản—bất kỳ lực lượng quân sự nào". Quan điểm của Shidehara là việc duy trì các lực lượng vũ trang là "vô nghĩa" đối với người Nhật trong thời kỳ hậu chiến, vì lực lượng quân đội sẽ không thể có được sự tôn trọng của nhân dân nếu không duy trì được sức mạnh như trước đây, và sẽ chỉ khiến nhân dân mong mỏi tái vũ trang Nhật Bản. Shidehara thừa nhận chính mình đã đề xuất điều này trong cuốn hồi ký Gaikō Gojū-Nen (Ngoại giao Năm mươi năm), xuất bản năm 1951, trong đó ông mô tả việc ý tưởng này đến với ông trên chuyến tàu hỏa đến Tokyo; chính MacArthur cũng xác nhận Shidehara là tác giả trong một số lần được phỏng vấn. Tuy vậy, theo một số nguồn thông dịch, ông phủ nhận mình là tác giả, và Điều 9 được đưa vào dưới sức ép của các thành viên của Chính quyền Bộ tư lệnh Tối cao Quân đồng minh (連合国軍最高司令官 Rengō-Koku-Gun-Saikō-Shirei-Kan), đặc biệt là Charles Kades, một trong những cánh tay phải của Douglas MacArthur. Tuy vậy, còn một giả thuyết khác của nhà nghiên cứu hiến pháp Toshiyoshi Miyazawa rằng ý tưởng này là của chính MacArthur và Shidehara chỉ là con chốt trong kế hoạch của ông. Điều khoản này được Quốc hội Nhật Bản ủng hộ vào ngày 3 tháng 11 năm 1946. Kades không đồng ý với những từ ngữ cấm Nhật Bản sử dụng vũ lực "vì an ninh đất nước", tin rằng tự vệ là quyền của bất kỳ quốc gia nào.

## Cách diễn dịch

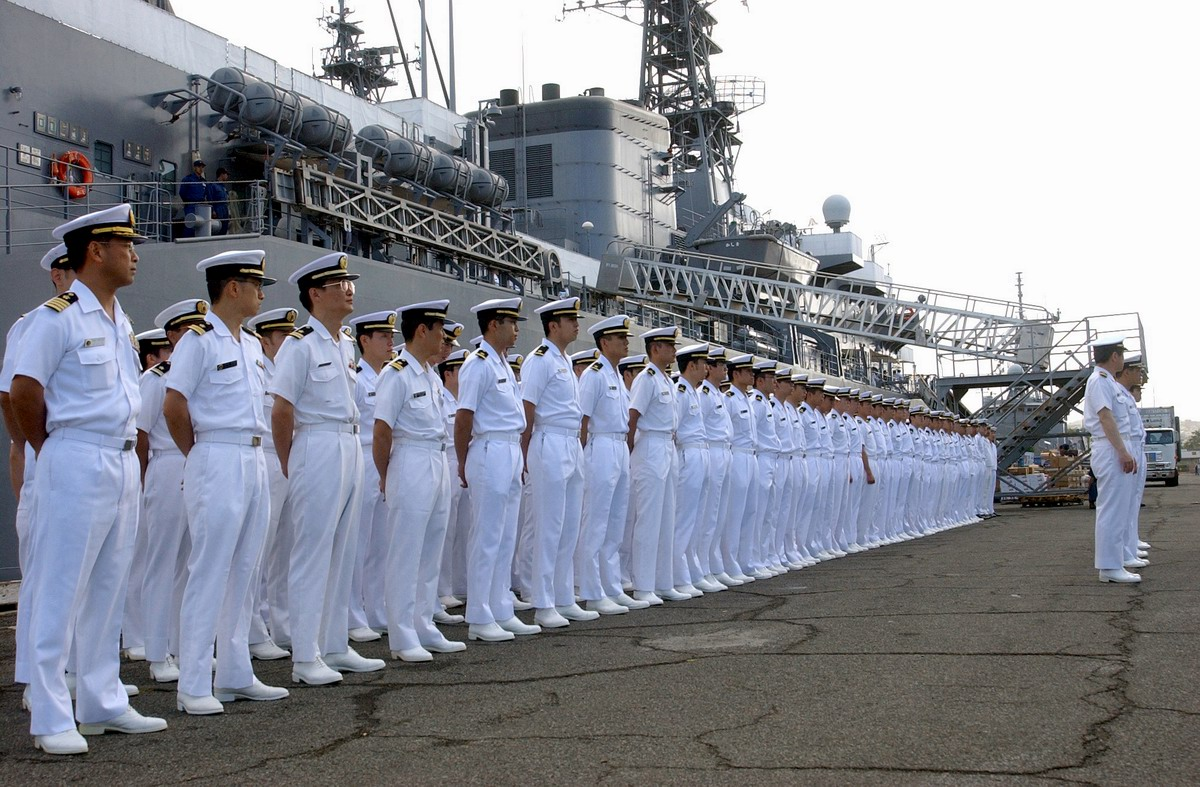
Hải quân Lực lượng Phòng vệ Hàng hải Nhật Bản, một trong những lực lượng quân sự trên thực tế được coi là được phép theo Điều 9.

Ngay sau khi thông qua Hiến pháp Nhật Bản năm 1947, cuộc Nội chiến Trung Quốc kết thúc với chiến thắng của Đảng Cộng sản Trung Quốc vào năm 1949 dẫn tới sự hình thành Cộng hòa Nhân dân Trung Hoa. Sau sự kiện này, Hoa Kỳ bị mất một đồng minh quân sự là Trung Hoa Dân quốc để chống lại phong trào Cộng sản ở Thái Bình Dương. Một bộ phận trong Lực lượng chiếm đóng của Hoa Kỳ mong muốn Nhật Bản có vai trò quân sự lớn hơn trong cuộc đấu tranh chống Cộng trong thời kỳ Chiến tranh lạnh.
Nếu Điều 9 được trông đợi là bước đi xác lập một thể chế từ bỏ chiến tranh—như tầm nhìn của Hiệp ước McCloy–Zorin năm 1961—thì cuộc khủng hoảng Triều Tiên chính là cơ hội đầu tiên để một nước khác tiếp nối bước đi của Nhật Bản để tiến tới một hệ thống an ninh tập thể thực sự dưới sự bảo vệ của Liên Hợp Quốc. Tuy vậy, vào năm 1950, khi Chiến tranh Triều Tiên nổ ra, Sư đoàn 24 Lực lượng Bộ binh Hoa Kỳ được rút khỏi Nhật Bản để tham chiến tại Triều Tiên, khiến Nhật Bản không còn sự bảo vệ của lực lượng quân đội nào. MacArthur ra lệnh thành lập Đội Cảnh sát Dự bị (警察予備隊 Keisatsu yobitai) để duy trì trật tự tại Nhật Bản và đẩy lùi bất kỳ sự xâm lược nào từ bên ngoài. Lực lượng này do Đại tá Frank Kowalski của Quân đội Hoa Kỳ (sau này trở thành Hạ nghị sĩ) tổ chức với thiết bị dôi dư của Quân đội. Để tránh vi phạm hiến pháp, các thiết bị quân sự được đặt cho những cái tên dân sự: ví dụ như xe tăng được gọi là "đặc xa". Shigesaburo Suzuki, lãnh đạo của Đảng Xã hội chủ nghĩa Nhật Bản, đã kiện lên Tòa án Tối cao Nhật Bản để tuyên bố Đội Cảnh sát Dự bị là vi hiến; tuy vậy, vụ kiện bị Tòa án trả hồ sơ vì không hợp lý.
Ngày 1 tháng 8 năm 1952, Ti Bảo an (保安庁 Hoancho) được thành lập để giám sát Đội Cảnh sát Dự bị cùng bộ phận hàng hải của nó. Cơ quan mới do Thủ tướng Shigeru Yoshida trực tiếp lãnh đạo. Yoshida cho rằng cơ quan này hoàn toàn hợp hiến: mặc dù trong bài phát biểu trước Quốc hội năm 1952, ông nói rằng "để có được khả năng chiến tranh, dù chỉ với mục đích tự vệ, phải sửa đổi Hiến pháp". Sau này ông giải thích trong vụ kiện của Đảng Xã hội chủ nghĩa rằng Ti Bảo an không có khả năng chiến tranh thực sự trong thời buổi hiện đại. Vào năm 1954, Ti Bảo an trở thành Cơ quan Quốc phòng Nhật Bản (hiện nay là Bộ Quốc phòng), và Đội Cảnh sát Dự bị trở thành Lực lượng Phòng vệ Nhật Bản (自衛隊 Jieitai).
Trên thực tế, Lực lượng Phòng vệ Nhật Bản được trang bị rất tốt và lực lượng hàng hải được xem là mạnh hơn nhiều nước lân bang của Nhật. Tòa án Tối cao Nhật Bản giúp cho lực lượng phòng vệ này ngày càng hợp hiến hơn bằng nhiều kết luận khác nhau, trong đó đáng chú ý nhất là Vụ Sunakawa năm 1959, tuyên bố giữ nguyên tính hợp pháp của Hiệp ước An ninh Mỹ-Nhật.
Vào tháng 7 năm 2014, Nhật Bản đưa ra lời diễn dịch mới để trao thêm quyền hạn cho các lực lượng phòng vệ, cho phép họ bảo vệ các đồng minh trong trường hợp các nước này bị tuyên chiến. Bước đi này được xem như đã kết thúc thời kỳ chủ nghĩa hòa bình của Nhật Bản và nhận được những chỉ trích nặng nề từ Trung Quốc và Hàn Quốc, tuy được Hoa Kỳ ủng hộ.
Tháng 9 năm 2015, Quốc hội Nhật Bản chính thức thừa nhận lời diễn dịch mới bằng việc thông qua một số luật cho phép Lực lượng Phòng vệ Nhật Bản hỗ trợ khí tài cho đồng minh trong các cuộc chiến trên thế giới. Lời giải thích cho sự thay đổi này là việc không bảo vệ và ủng hộ đồng minh sẽ dẫn đến suy yếu sự liên minh và làm nguy hại đến nước Nhật.

## Những tranh cãi

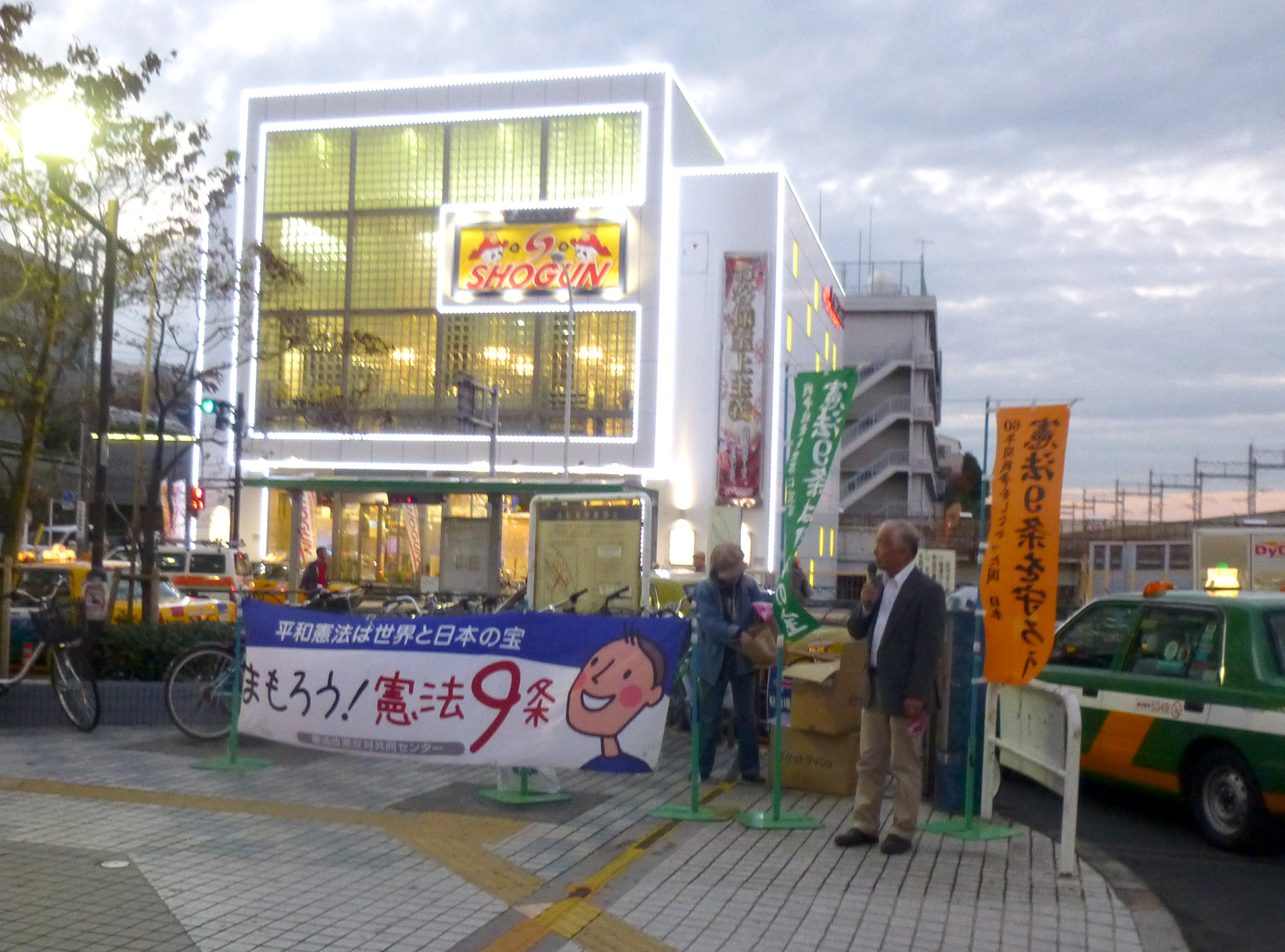
Một cuộc tuần hành ủng hộ giữ nguyên Điều 9, phía trước Ga Tabata, Tokyo (2012).

Điều 9 Hiến pháp Nhật Bản không chỉ cấm sử dụng vũ lực để giải quyết các tranh chấp quốc tế mà nó còn cấm Nhật Bản duy trì các lực lượng lục quân, hải quân và không quân. Do đó, theo ngôn ngữ pháp lý, Lực lượng Phòng vệ không phải là lực lượng lục, hải hay không quân, mà chỉ là các bộ phận mở rộng của lực lượng cảnh sát. Điều này có tác động lớn đến các chính sách đối ngoại, an ninh và quốc phòng. Theo chính phủ Nhật Bản, "'tiềm lực chiến tranh' trong mục hai có nghĩa là lực lượng vượt trên ngưỡng tối thiểu cần thiết cho tự vệ. Bất kỳ thứ gì từ ngưỡng đó trở xuống đều không được xem là tiềm lực chiến tranh." Có vẻ khi Lực lượng Phòng vệ được thành lập, "vì khả năng của Lực lượng là không đủ để thực hiện một cuộc chiến tranh hiện đại, nó không được xem là có tiềm lực chiến tranh"". Dường như chính phủ Nhật Bản đã cố tìm ra lỗ hổng trong từ ngữ của điều khoản hòa bình và "tính hợp hiến của quân đội Nhật Bản đã bị thách thức nhiều lần". Một bộ phận người Nhật tin rằng Nhật Bản nên theo chủ nghĩa hòa bình thực sự và cho rằng Lực lượng Phòng vệ là vi hiến. Tuy vậy Tòa án Tối cao ra phán quyết rằng việc duy trì một lực lượng để tự vệ là quyền lợi chính đáng của quốc gia. Các học giả cũng cho rằng "sự thay đổi hiến pháp... xảy ra khi một điều khoản hiến pháp bị mất hiệu lực và được thay thế bằng một ý nghĩa hoàn toàn mới".
Đảng Dân chủ Tự do ủng hộ thay đổi văn cảnh của Điều 9 từ năm 1955, khi họ diễn dịch Điều 9 tuyên bố từ bỏ quyền sử dụng chiến tranh trong các tranh chấp quốc tế nhưng không từ bỏ việc sử dụng lực lượng nội địa để duy trì luật pháp và trật tự. Tuy vậy, đồng minh lâu năm của Đảng này, Đảng Công Minh, từ lâu lại phản đổi việc thay đổi văn cảnh của Điều 9. Hơn nữa, Đảng Dân chủ Tự do chưa bao giờ có quyền đa số áp đảo (hai phần ba ở cả hai viện) trong Quốc hội để thay đổi Hiến pháp, dù họ có quyền này khi liên minh với Đảng Công Minh từ năm 2005 đến 2009 và từ năm 2012 đến nay.
Đảng đối lập, Đảng Dân chủ Lập hiến Nhật Bản, có xu hướng tán thành sự diễn dịch của Đảng Dân chủ Tự do. Hai đảng này đồng thời ủng hộ việc sửa đổi Điều 9 bằng cách thêm vào một điều khoản công khai cho phép việc sử dụng quân đội cho mục đích tự vệ chống lại sự tấn công từ bên ngoài vào nước Nhật. Đảng Xã hội chủ nghĩa Nhật Bản, ngược lại, xem Lực lượng Phòng vệ Nhật Bản là vi hiến và đòi hỏi thực thi đầy đủ Điều 9 bằng việc phi quân sự hoàn toàn Nhật Bản. Khi đảng này tham gia vào liên minh với Đảng Dân chủ Tự do để thành lập chính phủ, họ thay đổi quan điểm và công nhận Lực lượng Phòng vệ là hợp hiến. Đảng Cộng sản Nhật Bản xem Lực lượng Phòng thủ là vi hiến và kêu gọi tái cấu trúc chính sách quốc phòng Nhật Bản để hình thành lực lượng dân quân vũ trang.

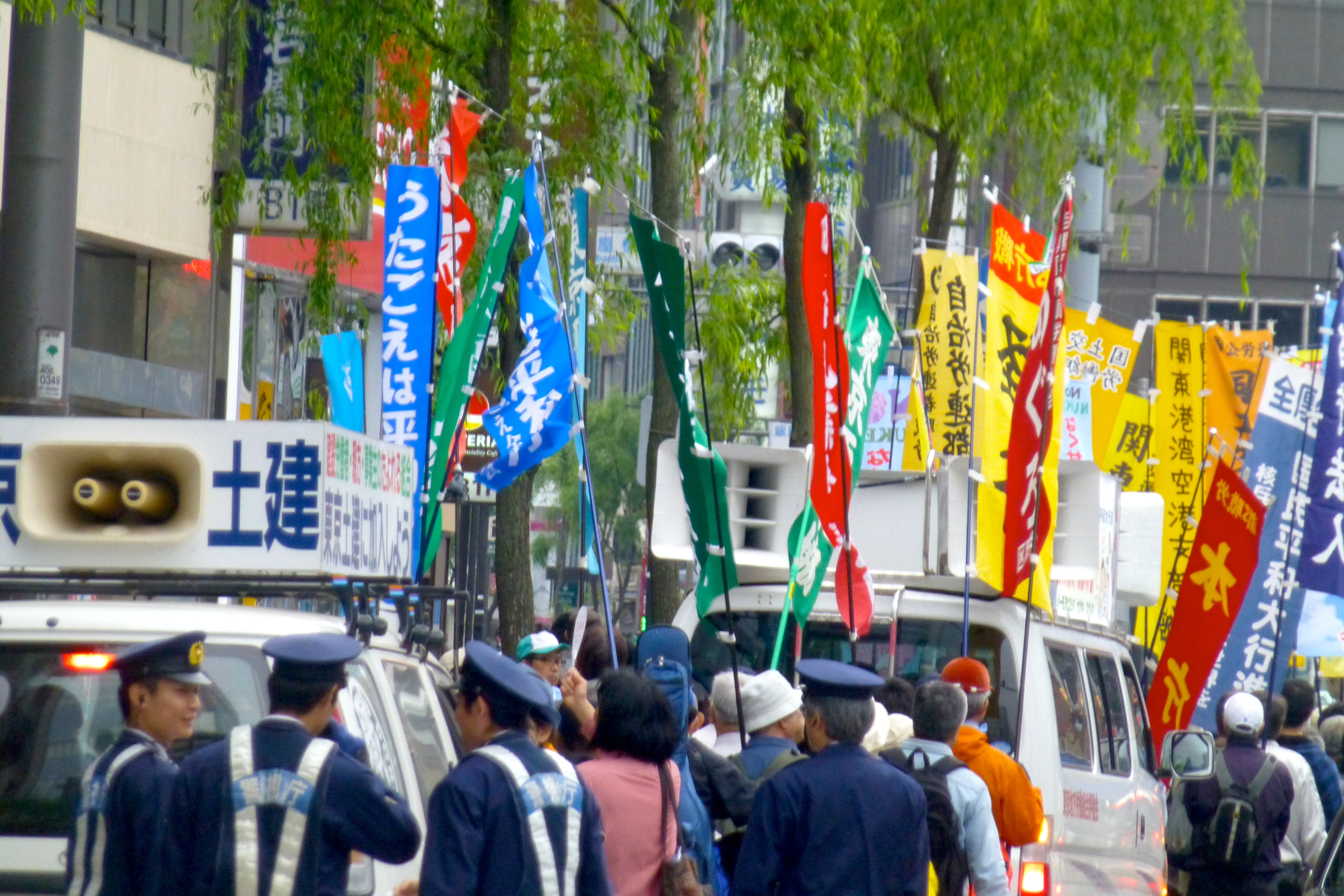
Cờ xí trong một cuộc diễu hành ủng hộ Điều 9 cùng lực lượng cảnh sát bảo vệ, gần Ginza. (2014)

Điều 9 được diễn dịch là xác định Nhật Bản không được sở hữu vũ khí quân sự tấn công; đồng nghĩa với việc Nhật Bản không được sở hữu tên lửa xuyên lục địa, vũ khí hạt nhân, hàng không mẫu hạm hay máy bay ném bom. Nó không cấm việc sở hữu tàu ngầm, tàu chiến có trang bị vũ khí chống tên lửa đạn đạo, tàu chở trực thăng, và máy bay chiến đấu, được xem là mang tiềm lực phòng vệ lớn hơn.
Từ cuối những năm 1990, Điều 9 trở thành tâm điểm tranh cãi về việc Nhật Bản có được phép tham gia vào các chiến dịch quân sự đa quốc gia ở nước ngoài hay không. Trong cuối thập niên 1980, chi tiêu của chính phủ cho Lực lượng Phòng vệ là khoảng hơn 5% mỗi năm. Đến năm 1990 Nhật Bản được xếp thứ ba về chi tiêu quốc phòng, chỉ sau Liên Xô và Hoa Kỳ, và Hoa Kỳ còn khuyến khích Nhật Bản chia sẻ nhiều trách nhiệm hơn trong việc phòng thủ phía tây Thái Bình Dương (Nhật Bản có hướng dẫn giới hạn 1% GDP cho chi tiêu quốc phòng; tuy nhiên, Nhật Bản định nghĩa một số hoạt động là phi quốc phòng). Với thực tế như vậy, một số người xem Điều 9 ngày càng mất hiệu lực. Tuy vậy, nó vẫn là một vật cản quan trọng trong sự phát triển khả năng quân sự của Nhật Bản. Tuy ký ức cay đắng về chiến tranh dần phai nhạt, theo các cuộc điều tra công cộng, công chúng Nhật vẫn tỏ ra ủng hộ điều khoản hiến pháp này.
Các quan điểm khác nhau về Điều 9 có thể được phân làm bốn loại:
- Người theo chủ nghĩa hòa bình tin tưởng vào việc duy trì Điều 9 và cho rằng Lực lượng Phòng vệ là vi hiến, và muốn tách Nhật Bản ra khỏi các cuộc chiến trên thế giới.
- Người theo trường phái trọng thương có ý kiến khác nhau về Điều 9 dù việc diễn dịch được mở rộng để bao hàm cả Lực lượng Phòng vệ, tin rằng vai trò của Lực lượng Phòng vệ chỉ nên đóng khung ở các hoạt động liên quan đến Liên Hợp Quốc và không chiến đấu. Họ ủng hộ chi tiêu quốc phòng ở mức tối thiểu, và nhấn mạnh phát triển kinh tế.
- Người theo trường phái thông thường thì "kêu gọi gia tăng vũ trang cho lực lượng quốc phòng và chấp nhận sử dụng quân đội để duy trì hòa bình và an ninh thế giới". Họ ủng hộ thay đổi Điều 9 để đưa điều khoản giải thích sự tồn tại và chức năng của Lực lượng Phòng vệ.
- Người theo chủ nghĩa quốc gia cho rằng Nhật Bản nên tái vũ trang và xây dựng khả năng hạt nhân để lấy lại niềm tự hào và độc lập quốc gia. Họ cũng ủng hộ thay đổi Điều 9 để ủng hộ vũ trang quân đội.

Rõ ràng các ý kiến thay đổi từ cực đoan của chủ nghĩa hòa bình sang cực đoan của chủ nghĩa dân tộc và tái quân sự hóa hoàn toàn. Đa số người dân Nhật Bản tán thành tinh thần của Điều 9 và xem nó quan trọng đối với bản thân. Nhưng kể từ những năm 1990, đã có sự dịch chuyển từ quan điểm giữ nguyên điều này sang cho phép thay đổi nó để giải quyết sự thiếu nhất quán giữa Lực lượng Phòng vệ và Điều 9. Hơn thế nữa, một bộ phận người Nhật cho rằng Nhật Bản nên cho phép Lực lượng Phòng vệ tham gia vào các nỗ lực phòng thủ tập thể, tương tự như các quyết định của Hội đồng Bảo an Liên Hợp Quốc trong Chiến tranh Vùng Vịnh. Khả năng "tham gia phòng thủ tập thể" của Nhật Bản vẫn đang còn được tranh cãi. Sự tham gia của Nhật Bản vào Chiến tranh Vùng Vịnh năm 1990, hay chính xác hơn là sự thiếu tham gia của họ, đã khơi dậy nhiều chỉ trích. Mặc dù Hoa Kỳ gây áp lực lên Nhật Bản để hỗ trợ họ tại Iraq, Nhật Bản giới hạn vai trò của mình ở mức đóng góp tài chính vì phong trào phản đối điều quân từ trong nước. Do sự không hài lòng ra mặt của Hoa Kỳ trong Chiến tranh Vùng Vịnh mà Nhật Bản đã hành động nhanh chóng sau Vụ tấn công ngày 11 tháng 9 năm 2001. Rõ ràng là "cuộc tấn công ngày 11 tháng 9 đã dẫn tới việc Mỹ đòi hỏi Nhật Bản phải hợp tác nhiều hơn nữa về mặt quốc phòng". Ngày 29 tháng 10 năm 2001, Luật Biện pháp Đặc biệt Chống khủng bố được thông qua đã "định nghĩa rộng hơn vai trò tự vệ của Nhật Bản". Luật này cho phép Nhật Bản hỗ trợ quân đội Hoa Kỳ trên lãnh thổ nước ngoài. Luật này cũng khiến cho "các nhóm dân sự nộp nhiều đơn kiện chính phủ Nhật để ngăn việc điều quân Phòng vệ đến Iraq và tuyên bố việc điều quân như vậy là vi hiến", mặc dù quân gửi đến Iraq không phải là quân chiến đấu và chỉ là hỗ trợ nhân đạo. Nhật Bản cũng chủ động xây dựng mối quan hệ Mỹ-Nhật chính vì Điều 9 và việc Nhật không có khả năng tham gia chiến tranh tấn công. Nhiều người cũng tranh luận rằng, "khi [Thủ tướng Koizumi] tuyên bố ủng hộ Chiến tranh do Mỹ dẫn đầu chống lại Iraq vào tháng 3 năm 2003, và khi ông gửi quân Nhật để hỗ trợ việc chiếm đóng vào tháng 1 năm 2004, Iraq thực ra không phải là cái đích mà Nhật Bản đang nhắm đến, mà chính là Bắc Triều Tiên". Mối quan hệ thiếu ổn định của Nhật Bản với Bắc Triều Tiên, cũng như các nước lân bang châu Á khác đã khiến Nhật phải bẻ cong Điều 9 để "cho phép diễn dịch ngày càng rộng" hiến pháp với hy vọng sẽ được Mỹ hỗ trợ trong các mối quan hệ này.
Vào tháng 5 năm 2007, Thủ tướng Nhật Bản khi đó là Shinzō Abe đã kỷ niệm 60 năm Hiến pháp Nhật Bản bằng cách kêu gọi một sự "xem xét toàn diện" văn bản này để Nhật Bản có thể đóng vai trò cao hơn trong an ninh toàn cầu và phục hồi sự tự hào quốc gia. Ngoài Đảng Dân chủ Tự do của Abe, vào năm 2012, Đảng Duy Tân Nhật Bản, Quốc dân Tân Đảng, và Đảng của Các Bạn ủng hộ sửa đổi hiến pháp để giảm bớt hoặc hủy bỏ các hạn chế của Điều 9.
Một cuộc tu chính hiến pháp cần phải được hai phần ba quốc hội thông qua và phải thông qua một cuộc trưng cầu dân ý thì mới có hiệu lực (theo Điều 96 Hiến pháp Nhật Bản). Mặc dù Đảng Dân chủ Tự do nhiều lần cố gắng thay đổi Điều 9, họ chưa bao giờ đạt được số ghế đại đa số cần thiết, vì sự phản đối của một số đảng phái khác, trong đó có Đảng Dân chủ và Đảng Cộng sản Nhật Bản.

## So sánh với thế giới
Trong Hiến pháp Ý, Điều 11 cũng tương tự như Điều 9 của Hiến pháp Nhật, nhưng cho phép sử dụng quân đội để tự vệ (điều 52 và 78) và các mục đích bảo vệ hòa bình, nếu được các tổ chức quốc tế đồng ý:
Tiếng Ý:
L'Italia ripudia la guerra come strumento di offesa alla libertà degli altri popoli e come mezzo di risoluzione delle controversie internazionali; consente, in condizioni di parità con gli altri Stati, alle limitazioni di sovranità necessarie ad un ordinamento che assicuri la pace e la giustizia fra le Nazioni; promuove e favorisce le organizzazioni internazionali rivolte a tale scopo.

Bản dịch:
Nước Ý cự tuyệt chiến tranh như một công cụ xâm hại đến sự tự do của nhân loại và như phương tiện để giải quyết các tranh chấp quốc tế; nước này đồng ý giới hạn chủ quyền của mình khi cần thiết để tiến tới một hệ thống pháp lý do nền hòa bình và công lý giữa các quốc gia, trên nguyên tắc có đi có lại; nước này ủng hộ và khuyến khích các tổ chức quốc tế cùng đạt được điều này.

## Thay đổi cách diễn dịch vào năm 2014
Vào tháng 7 năm 2014, chính phủ Nhật Bản chấp thuận một sự diễn dịch lại điều khoản này. Cách diễn dịch mới cho phép Nhật Bản thực thi quyền "tự vệ tập thể" trong một số trường hợp và tham gia vào các hoạt động quân sự nếu một trong các đồng minh bị tấn công. Một số đảng cho rằng cách diễn dịch mới không hợp pháp, là một sự nguy hại đến nền dân chủ của Nhật Bản thì Thủ tướng can thiệp vào quá trình sửa đổi hiến pháp, chỉ đạo các thay đổi quan trọng đối với ý nghĩa của các nguyên tắc của căn bản của Hiến pháp bằng một sắc lệnh Chính phủ thay vì cho thảo luận tại Quốc hội, bỏ phiếu, hoặc sự chuẩn thuận của nhân dân. Phản ứng của quốc tế đối với động thái này là đa chiều. Trung Quốc bày tỏ thái độ phản đối việc diễn dịch mới này, trong khi Mỹ, Philippines, Việt Nam, và Indonesia ủng hộ. Chính quyền Hàn Quốc không phản đối cách diễn dịch mới nhưng lưu ý rằng nước này sẽ không chấp nhận cho Lực lượng Phòng vệ Nhật Bản hoạt động trên và xung quanh bán đảo Triều Tiên mà không có yêu cầu hoặc cho phép từ chính họ, và kêu gọi Nhật Bản hành động theo cách thức có thể lấy được lòng tin của các quốc gia láng giềng.
Vào tháng 5 năm 2017, Thủ tướng Nhật Bản Abe đề ra hạn chót là năm 2020 để sửa đổi Điều 9, để cho phép Lực lượng Phòng vệ trong Hiến pháp.